# 1976
Évszázadok: 19. század – 20. század – 21. század
Évtizedek: 1920-as évek – 1930-as évek – 1940-es évek – 1950-es évek – 1960-as évek – 1970-es évek – 1980-as évek – 1990-es évek – 2000-es évek – 2010-es évek – 2020-as évek
Évek: 1971 – 1972 – 1973 – 1974 –  1975 – 1976 – 1977 – 1978 – 1979 – 1980 – 1981

## Események

### Január
- január 1.
  - Az aktív keresők száma 5,1 millió hazánkban. A munkások és alkalmazottak átlagbére 3100 Ft. 2,3 millió tévé- és 2,5 millió rádió-előfizetőt tartanak nyilván.
  - Magyarországon életbe lép az új KRESZ.[1]
- január 5. – A magyar kormány átlagosan 33%-os központi árszínvonal-emelése nyomán a cukor átlagosan 50%-kal, a mész és a bükk-fűrészáru 40, a tégla 26, a cement 24,4, a motorolaj 11%-kal drágul.
- január 6. – Ünnepélyesen átadják rendeltetésének a rajkai közös magyar-csehszlovák határállomást.
- január 10. – Fokozódó hevességgel, aknavetők és rakéták bevetésével folytatódnak a polgárháborús harcok a libanoni fővárosban.
- január 10. – Ecuador-ban több napos sztrájk és tüntetéssorozat után Lara elnök háromtagú tábornoki csoportnak adja át a hatalmat.
- január 20. – Moszkvába érkezik Kissinger amerikai külügyminiszter. Előbb Gromikóval, majd 21-én Brezsnyevvel is tárgyal világpolitikai kérdésekről és a SALT-ról.
- január 21–22. – Az Atomtervező Csoport hamburgi ülésén a NATO-tagországok védelmi miniszterei megvitatják a szovjet hadászati nukleáris képesség folyamatos növekedését, és áttekintik a SALT-megállapodás útján való stabilizáció kilátásait.[2]
- január 30.
  - A Szocialista Magyarországért Érdemrend nevű kitüntetés bevezetése.
  - A Mecseki Szénbányák Vállalat szászvári bányaüzemében egy gázkitörés négy halálos áldozatot követel.

### Február
- február 2. – Megalakul a Független Európai Programcsoport (IEPG).[2]
- február 7. – Hua Kuo-feng lesz a Kínai Népköztársaság miniszterelnöke.
- február 12. – VI. Pál pápa Lékai Lászlót esztergomi érsekké nevezi ki.[3]
- február 13.
  - Átadják a Testvériség gázvezeték első és második szakaszát Leninvárosban.
  - Nigériában katonai puccsot hiúsítanak meg, melynek során Mohammed elnök életét veszti; az új államfő Obasanjo tábornok lesz.
- február 20. – A Délkelet-ázsiai Szerződés Szervezet tagállamainak utolsó közös hadgyakorlata. (A szervezet egy évvel később hivatalosan feloszlatta magát.)[4]
- február 23. – Fegyveresek hatolnak be Kanada bejrúti nagykövetségére, és az ott tartózkodó 30 embert túszul ejtve elfoglalják az épületet.
- február 24. – Moszkvában megkezdődik az SZKP XXV. kongresszusa.
- február 27. – Kikiáltják a Szaharai Arab Köztársaságot a Polisario Front által elfoglalt nyugat-szaharai területen.

### Március
- március 3. – Súlyos összecsapásokba torkollnak a hetek óta tartó sztrájkok és tüntetések Spanyolországban.
- március 7. – Katonai lázadás robban ki Libanonban, a magukat Libanoni Arab Hadseregnek nevező felkelők sorra foglalják el a katonai objektumokat.
- március 9. – Súlyos szerencsétlenség Dél-Tirolban: a cavalesei téli üdülőhelyen a sífelvonó drótkötele elszakad, és a kabin a mélybe a zuhan, 42 ember veszti életét.
- március 15. – Egyiptom felmondja a szovjet-egyiptomi barátsági és együttműködési szerződést.
- március 16. – Harold Wilson brit miniszterelnök váratlanul bejelenti lemondási szándékát, de elutasítja új választások kiírását.
- március 18. – Az új honvédelmi törvény a sorkatonai szolgálatot 24 hónapban állapítja meg, és 50-ről 55 évre emelik a hadkötelezettség korhatárát.
- március 20. – A vörös khmerek hatalomra jutása Kambodzsában.
- március 24. – Vértelen államcsínnyel megdöntik Isabel Perón argentin elnök hatalmát. A háromtagú junta vezetőjét, Jorge Rafael Videla tábornokot 29-én államfővé nyilvánítják.
- március 30. – Heves palesztin tüntetések a Jordán folyó nyugati partvidékének városaiban és a Gázai övezetben az arab földek kisajátítása és az izraeli megszállás ellen.
- március 31. – Felavatják a Dabasi Nyomdát, amely azzal a céllal létesült, hogy a tankönyvek, jegyzetek, szakkönyvek előállításának helyzetén javítson.

### Április
- április 3.
  - A Skála Budapest Szövetkezeti Nagyáruház megnyitása[5] (2007. január 31-én, közel 31 év működés után végleg bezárták).
  - A portugál alkotmányozó nemzetgyűlés jóváhagyja az ország új alkotmányát.
- április 5. – Harold Wilson lemondása után a londoni parlament alsóházában a munkáspárti frakció James Callaghant választja miniszterelnökké.
- április 7. – Teng Hsziao-ping kínai politikust megfosztják minden pártbeli, állami és katonai tisztségétől.
- április 11. – Forgalomba kerül az Apple cég első gépe, az Apple I.
- április 12–16. – Prágában Csehszlovákia Kommunista Pártja (CSKP) XV. kongresszusa több gazdasági eredményről adhat számot, miközben a társadalmat a fogyasztói szemlélet eluralkodása jellemzi.[6]
- április 13. – Üzemzavar következtében 80 percre megszűnik az áramszolgáltatás csaknem egész Bajorországban és Ausztriában.
- április 27. – VI. Pál pápa bíborossá nevezi ki Lékai László esztergomi érseket.
- április 28. – Budapesten kezd tárgyalást Hans-Dietrich Genscher, az NSZK külügyminisztere.
- április 29. – Napfogyatkozás Északnyugat-Afrikától a Földközi-tengeren és Dél-Törökországon át a Himalája térségéig. Magyarországon részleges a fogyatkozás.

### Május
- május 6. – Erős földrengés rázza meg Olaszország északkeleti részét, Udine és Tarvisio térségét.
- május 6. – Jogerősen kimondott halálos ítélete alapján kivégzik Horváth Géza őrmestert, az 1975. február 22-i gyékényesi lövöldözés elkövetőjét.
- május 9. – Ulrike Meinhof, a nyugatnémet Baader-Meinhof-terroristacsoport és a belőle alakult Vörös Hadsereg Frakció egyik alapítója, a Stuttgart-Stammheimi börtönben öngyilkosságot követ el.[7]
- május 11. – Befejeződik a KISZ IX. kongresszusa; ismét Maróthy Lászlót választják a KISZ KB első titkárává.
- május 20–21. – Az Észak-atlanti Tanács oslói ülésén a külügyminiszterek áttekintik a kelet–nyugati kapcsolatokat, az EBEÉ záróokmánya végrehajtásában történt előrelépést, továbbá megvitatják a kölcsönös és kiegyensúlyozott haderőcsökkentés (MBFR) kilátásait.[2]
- május 22. – „Állítsátok meg a fegyverkezést!” – jelszóval az NSZK történetének legnagyobb háborúellenes tüntetésére kerül sor Bonnban.
- május 25. – A posta – miután másfél éve a fővárosi lágymányosi telefonközpontban elsőként bevezette – újabb öt városban (Miskolc, Nyíregyháza, Szolnok, Hódmezővásárhely, Cegléd) indítja el az időmérést, minden megkezdett 3 perc után 1 Ft-ot számláznak.

### Június
- június 13. – Hivatalos látogatásra Franciaországba érkezik Lázár György miniszterelnök.
- június 16.
  - Véres zavargások robbannak ki Johannesburg feketék lakta elővárosában, Sowetóban.
  - Libanonban meggyilkolják Francis Meloy amerikai nagykövetet.
- június 21. – Az arabközi békefenntartó erők (szíriai, líbiai zöldsisakosok) első kontingense megérkezik Libanonba; feladatuk a bejrúti repülőtér működésének biztosítása.
- június 26. – Átadják a kanadai Torontóban az 553,3 m magas CN Towert
- június 26–27. – A világ hét legfejlettebb ipari országának vezetői kétnapos csúcstalálkozót tartanak San Juanban.

### Július
- július – Az óbudai Flórián Üzletközpont megnyitása.
- július 2. – Észak- és Dél-Vietnám egyesítésével és Hanoi fővárossal megalakul a Vietnámi Szocialista Köztársaság.
- július 4.
  - Izraeli kommandósok kiszabadítanak palesztin terroristák és ugandai katonák által fogvatartott izraelieket az afrikai Entebbében.
  - Az Amerikai Egyesült Államok kétszázadik évfordulója.
- július 10. – Az észak-olaszországi Seveso környékén súlyos környezeti katasztrófa történik, amikor mérges gáz kerül a levegőbe egy vegyi gyárból.
- július 15. – A Demokrata Párt New Yorkban ülésező elnök- és alelnökjelölő konvencióján közfelkiáltással Jimmy Cartert választják elnökjelöltnek.
- július 17. – Montrealban II. Erzsébet királynő megnyitja a XXI. nyári olimpiai játékokat.
- július 22. – Dr. Orbán László kulturális miniszter nyugállományba vonulása után tisztségét addigi helyettese, Pozsgay Imre veszi át.
- július 28. – 7,5-es erősségű földrengés Kínában, Hopej tartomány keleti részén, Pekingben és Tiencsinben is észlelik.
- július 30. – János Károly spanyol király részleges amnesztiát hirdet a politikai okokból bebörtönzött személyeknek.

### Augusztus
- augusztus. – Megkezdődik a BMW 6-os sorozatának (E24) gyártása.
- augusztus 2–12. – Nicolae Ceaușescu román államfő – delegáció élén – a Szovjetunióba látogat.
- augusztus 10. – Összeütközik egy 4-es és egy 6-os villamos a Lenin körúton, 10 utas súlyos, 25-en könnyű sérüléseket szenved.
- augusztus 11. – Négy ember életét veszti, amikor terroristák támadják meg az EL-Al izraeli légitársaság utasait az isztambuli nemzetközi repülőtéren.
- augusztus 15. – A Magyar Televízió először közvetít Formula–1-es versenyt.
- augusztus 16–22. – Az el nem kötelezett országok colombói értekezlete.
- augusztus 18. – Oskar Brüsewitz német lelkész az NDK egyházi politikája miatt tiltakozásul nyilvánosan felgyújtja magát a zeitzi Szent Mihály-templom előtt.[8] (Sérüléseibe augusztus 22-én belehal)
- augusztus 26. – Leonyid Brezsnyev és Kádár János találkozója a Krím félszigeten.
- augusztus 29. – Mohácson történelmi emlékhelyet avatnak a mohácsi csata 450. évfordulóján.
- augusztus 30. – Elfogadták Molise zászlaját.

### Szeptember
- szeptember 1.
  - Tovább szigorítják a szeszes italok árusítását szabályozó 1972-es rendeletet. (A munkahelyeken munkaidő előtt és alatt tilos alkoholt árusítani Magyarországon.)
  - Jugoszláviában új vámtörvény lép életbe a külkereskedelem ösztönzésére.[9]
- szeptember 9. – Meghal Mao Ce-tung, a Kínai Kommunista Párt elnöke.[10]
- szeptember 17. – A Halászbástya alatti Schulek Frigyes-lépcső közelében holtan találnak egy 8 éves kislányt, aki gyilkosság áldozata lett. (A tettest hamarosan elfogják és 1977-ben halálra ítélik.)
- szeptember 21. – New Yorkban megnyílik az ENSZ-közgyűlés 31. ülésszaka. (Megvitatják a dél-afrikai és a közel-keleti helyzetet, a leszerelés és a terrorizmus kérdéseit.)
- szeptember 23.
  - Négynapos leszerelési világkonferencia kezdődik Helsinkiben; 90 országból több mint 500-an vesznek részt.
  - Beiktatják hivatalába Szárkisz libanoni köztársasági elnököt.

### Október
- október 6.
  - Kínában a Mao elnök utódlásáért folyó harcban államcsínykísérlet vádjával letartóztatják a „négyek bandáját”, amelynek egyik tagja Mao özvegye.
  - 1968 óta a legnagyobb munkásmegmozdulások zajlanak Franciaországban, az országos sztrájkban 6 millió munkavállaló vesz részt.
- október 22–23. – Választások Csehszlovákia képviselő-testületeibe.[11]
- október 25. – A libanoni helyzet megvitatására Kairóban összeül az arab államok vezetőinek konferenciája, melyen Arafat is részt vesz. Felhívnak a tűzszünet megtartására és megerősítik, hogy 30 ezer főnyi arabközi békefenntartót vezényelnek Libanonba.

### November
- november 2.
  - Súlyos gázrobbanás Szolnokon: a Tóth Ferenc utcai háromemeletes lakóházban 24 lakás romba dől, 13 ember veszti életét.
  - Jimmy Cartert választják az USA 39. elnökévé.
- November 4
- Dorogi hanglemezgyár megnyitása ami 1995-ben csődbe ment.
- Létrejön a Magyar hanglemezgyártó vállalat (MHV)
- november 10. – Az arabközi „zöldsisakos” biztonsági erők ellenállás nélkül elfoglalják állásaikat Libanonban; bevonulnak Bejrútba, helyreáll a közlekedés a Bejrút-Damaszkusz útvonalon.
- november 11. – Csehszlovákiában hivatalba lép az ismét Lubomír Štrougal vezette új szövetségi kormány.[12]
- november 18. – A spanyol parlament jóváhagyja a demokráciába való átmenetről, a demokrácia megteremtéséről szóló törvényjavaslatot.
- november 18. – Aláírják az első magyar-török hosszú lejáratú gazdasági, műszaki és tudományos együttműködési megállapodást Budapesten.
- november 18. – Magyarországon adókedvezményt kapnak a kisiparosok.
- november 25. – Jugoszláviában törvényt fogadnak el a „Társult Munkáról”.[13]
- november 26. – A Microsoft név bejegyzett védjeggyé válik.

### December
- december 1. – Az MSZMP Központi Bizottságának ülése beismeri, hogy a gazdaság nem teljesítette az 1976. évi célkitűzéseket.
- december 4. – A Közép-afrikai Császárság kikiáltása.
- december 6–8. – Kádár János látogatása Ausztriában.
- december 10. – A norvég parlament Nobel-díj bizottsága 1976-ban nem adja ki a Nobel-békedíjat. Stockholmban az irodalmi díjat az amerikai Saul Bellow-nak ítélik oda.
- december 19. – 70. születésnapja alkalmából Lenin-renddel és a Szovjetunió Hőse Arany Csillagával tüntetik ki Brezsnyevet.
- december 19–22. – Lázár György miniszterelnök Romániába látogat.[14]
- december 29. – Brezsnyev interjút ad Joseph Kingsbury-Smith amerikai politikai újságírónak. Hangsúlyozza, hogy 1977 legyen a béke további erősödésének éve; jelzi, hogy kész találkozni az Egyesült Államok elnökével.
- december 30.
  - Spanyolországban szabadon bocsátják Santiago Carillót, a spanyol kommunista párt főtitkárát.
  - Robbanás az ostravai Starzik szénbányában, 43 halálos áldozat.
- december 31.
  - Megnyílik a Hilton Szálloda a Budai Várban.
  - Budapesten átadják a forgalomnak az észak–déli metró első, Deák Ferenc tér és Nagyvárad tér közötti szakaszát.[5]
  - A Rádió Kabarészínházának BUÉK ’77 c. adása az utóbbi évek egyik legjobb szilveszteri kabaréja; itt hangzik el Kern András Halló, Belváros! c. száma.

## Az év témái

### 1976 a filmművészetben
- május 28. – Törőcsik Mari – megosztva – a legjobb női alakítás díját kapja a cannes-i filmfesztiválon a Déryné hol van? c. filmben nyújtott játékáért.

### 1976 az irodalomban
- Megjelenik Lukács György A társadalmi lét ontológiájáról című filozófiai könyve
- Megjelenik Illyés Gyula Itt élned, halnod kell címmel kétkötetes antológiája
- Megjelenik Füst Milán Naplója
- Megjelenik Gáll István, a Ménesgazda című regénye
- Megjelenik Bohumil Hrabal Postřižiny (Sörgyári capriccio) című kisregénye.[15]
- Somlyó György – Épp ez (versek)

### 1976 a légi közlekedésben
- január 21. – A British Airways és az Air France beindítja az első szuperszonikus utasszállító repülőgép, a Concorde menetrend szerinti járatait.
- június 27. – Terroristák kerítik hatalmukba az Air France Tel Avivból Párizsba tartó Airbus-át 258 emberrel a fedélzetén. 28-án az ugandai Entebbe repülőterére érkeznek; túszaikért cserébe 53 különböző európai országban fogva tartott palesztin szabadon bocsátását követelik.
- július 28. – Pozsony közelében lezuhan a csehszlovák légitársaság Prágából érkező repülőgépe; a 79 utasból hárman élik túl a szerencsétlenséget.
- szeptember 10. – Horvátország légterében összeütközik egy jugoszláv chartergép a British Airways repülőgépével, összesen 176 ember veszti életét, közülük 107 NSZK állampolgár.
- október 6. – A Karib-tenger felett felrobbantják a kubai légitársaság DC-8-as utasszállítóját, 78 halálos áldozat.
- . – Egy 20 éves lengyel férfi Bécsbe téríti a LOT lengyel légitársaság Koppenhágából Varsóba tartó TU-134-esét.

### Művészet, kultúra és divat 1976-ban
- április 30. – Zalaegerszegen felavatják a Ho Si Minh szobrot
- június 4. – A pécsi Vasarely Múzeum megnyitása
- június 26. – A keszthelyi Festetics-kastély Helikon Kastélymúzeumának és műemlék-könyvtárának megnyitása
- szeptember 24. – A Kisfaludi Strobl Zsigmond állandó kiállítás megnyitása Zalaegerszegen
- október 11. – A Rabszolgasors című telenovella bemutatása Brazíliában

### 1976 a sportban
- február 4. – február 15. Innsbruckban megrendezik a XII. téli olimpiai játékokat, 37 ország részvételével.
- március 26. – Felavatják a Komjádi Béla versenyuszodát Budapesten.
- június 20. – A Jugoszláviában megrendezett V. labdarúgó Európa-bajnokságot Csehszlovákia nyeri, a döntőben tizenegyesekkel győzik le az NSZK-t.
- július 17. – augusztus 1. Montréalban a XXI. nyári olimpiai játékokon 92 ország sportolói vesznek részt. A magyar sportolók 4 arany-, 5 ezüst-, 13 bronzérmet nyernek.
- James Hunt (McLaren) nyeri a Formula–1-es világbajnokságot.
- A Ferencváros nyeri az NB1-et. Ez a klub 22. bajnoki címe.

### 1976 a tudományban
- január 28. – A Kozmosz-sorozat keretében egyetlen hordozórakétával nyolc szovjet mesterséges holdat juttatnak Föld körüli pályára.
- július 20. – Az amerikai Viking-1 űrszonda leszáll a Marson.
- július 28. – A Lockheed SR–71 amerikai, katonai felderítő repülőgép felállítja kategóriájában mind a mai napig érvényes sebességi (3529,56 km/h) és magassági (25.929 m) világcsúcsot
- július 20. – Pasadenában bejelentik, hogy leszállt a Mars felszínére a Viking-1 űrszonda, amely kitűnő képeket küldött a Földre. (21-én a Népszabadság is a címoldalon közöl egy fotót.)

### 1976 a vasúti közlekedésben
- május 4. – Schiedami vasúti baleset

### 1976 a zenében
- október 13. – Az ekkor már az Amerikai Egyesült Államokban ismert és népszerű Aerosmith megkezdi első európai turnéját Liverpoolban.
- Feloszlik a Deep Purple. Nem sokkal utána meghal a gitárosuk, Tommy Bolin.
- Kovács Kati az Év énekesnője lett Németországban

#### Fontosabb külföldi nagylemezek
- ABBA: Arrival
- AC/DC: High Voltage európai kiadás
- AC/DC: Dirty Deeds Done Dirt Cheap ausztrál kiadás
- AC/DC: Dirty Deeds Done Dirt Cheap európai kiadás
- Aerosmith: Rocks
- Bee Gees: Children of the World
- Billy Joel: Turnstiles
- Black Sabbath: Technical Ecstasy
- The Beach Boys: 15 Big Ones
- Blondie: Blondie
- Bob Dylan: Desire
- Boston: Boston
- Joe Cocker: Stingray
- Carole King: Thoroughbred
- Cher: I'd Rather Believe in You
- Donna Summer: A Love Trilogy / Four Seasons of Love
- Eagles: Hotel California
- Genesis: A Trick of the Tail / Wind & Wuthering
- Eric Clapton: No Reason to Cry
- Elvis Presley: From Elvis Presley Boulevard, Memphis, Tennessee
- Kim Carnes: Sailin'
- Kiss: Destroyer
- Kovács Kati: Kati
- Led Zeppelin: Presence és The Song Remains the Same
- Osibisa: Ojah Awake
- Tina Charles: I Love to Love / Dance Little Lady
- The Carpenters: A Kind of Hush
- The Jackson 5: The Jacksons
- REO Speedwagon: R.E.O.
- Suzi Quatro: Aggro-Phobia
- Queen: A Day at the Races
- Rainbow: Rising
- Ramones: Ramones
- Ricchi e Poveri: Ricchi & Poveri / I musicanti
- Stevie Wonder: Songs in the Key of Life
- The Rolling Stones: Black and Blue
- George Harrison : Thirty Three & 1/3 Extra Texture (Read All About It)

#### Fontosabb magyar nagylemezek
- Bergendy-együttes: Fagypont fölött miénk a világ
- Fonográf: FG-4
- A kenguru (filmzene)
- Koós János: Kell néha egy kis csavargás
- Korda György: Boldog idők
- Zalatnay Sarolta: Színes trikó, kopott farmer
- Koncz Zsuzsa: ...Elmondom hát mindenkinek
- Kovács Kati: Közel a Naphoz
- Kovács Kati: Rock and roller
- Locomotiv GT: Locomotiv GT V.
- Neoton és a Kócbabák: Menedékház

## Születések

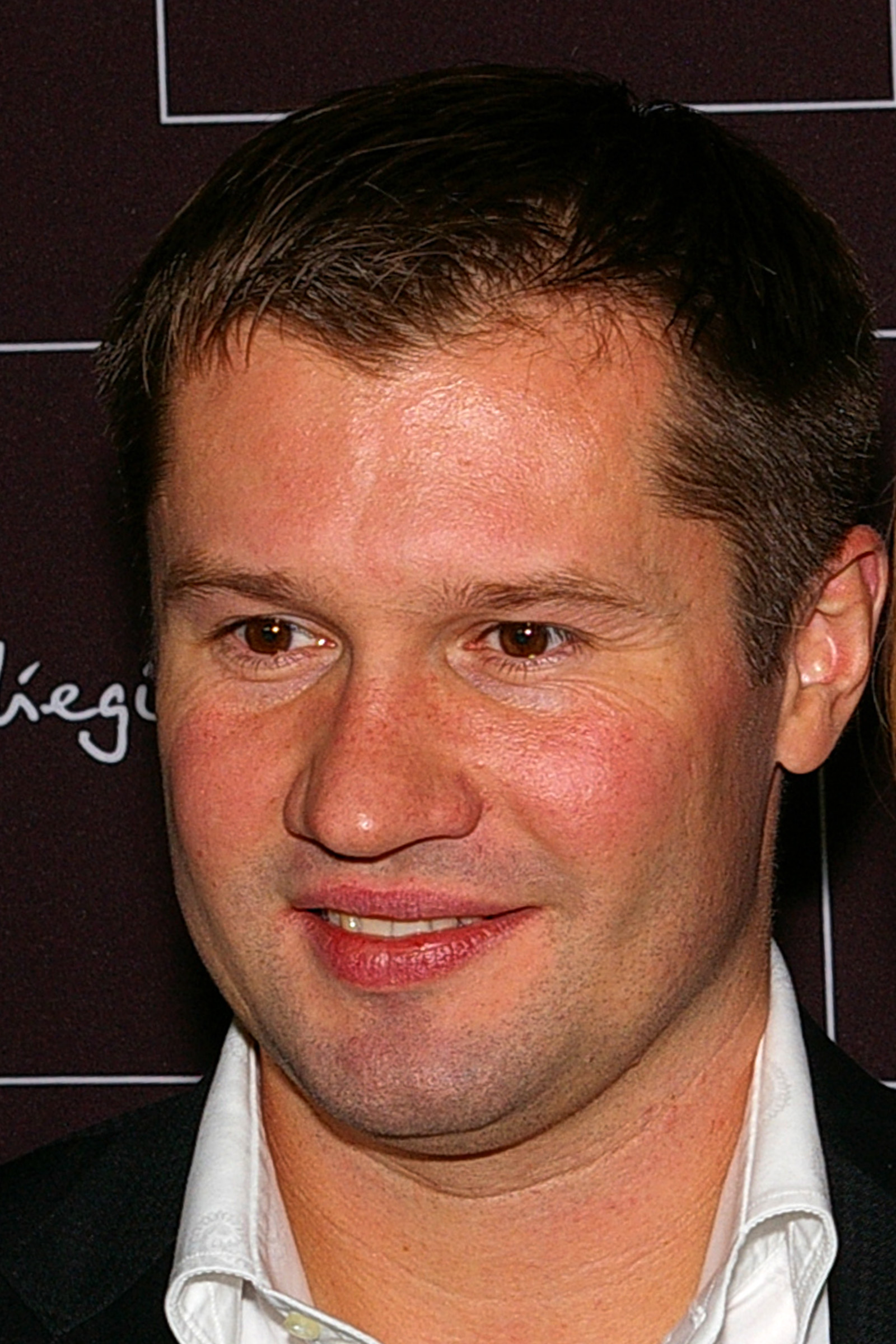
Alekszej Nyemov

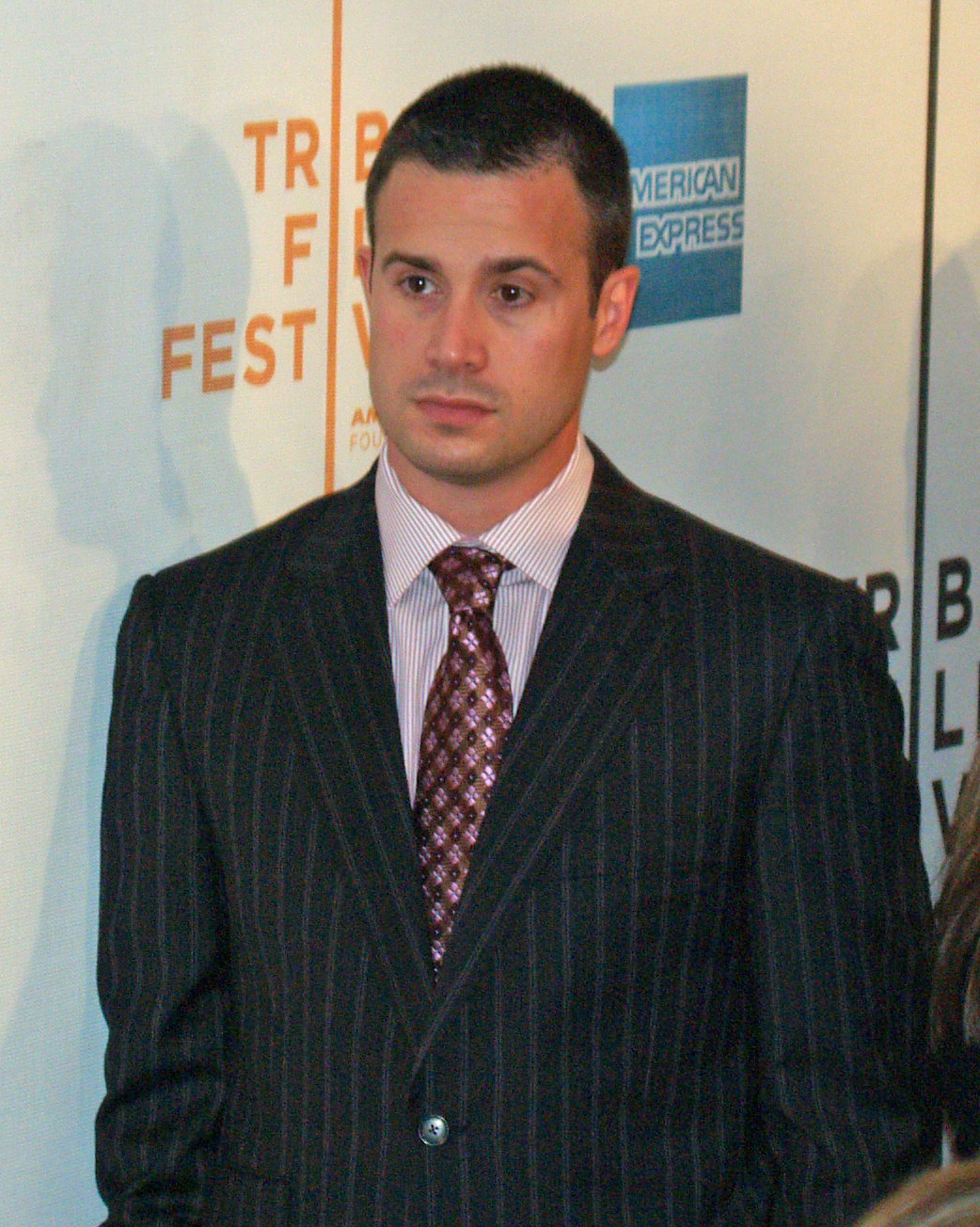
Freddie Prinze Jr.

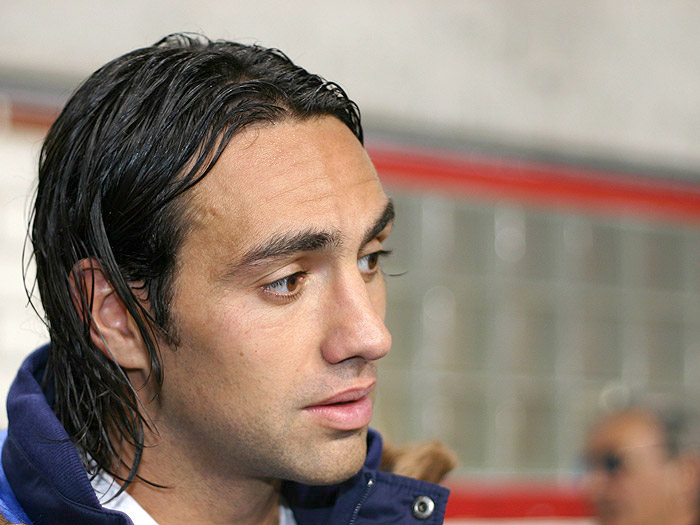
Alessandro Nesta

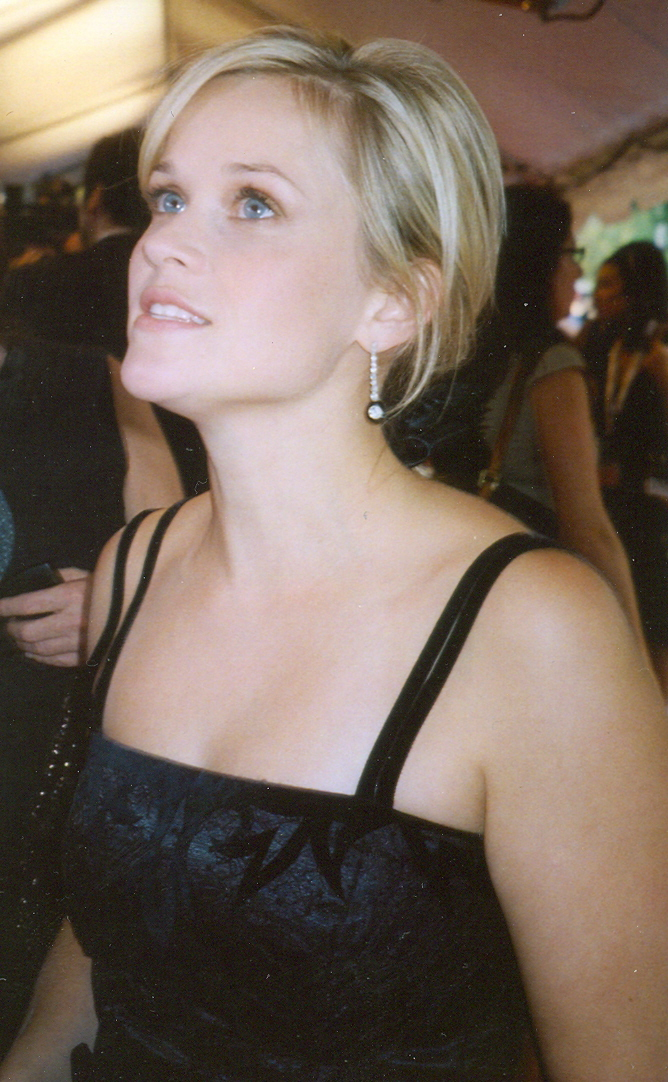
Reese Witherspoon

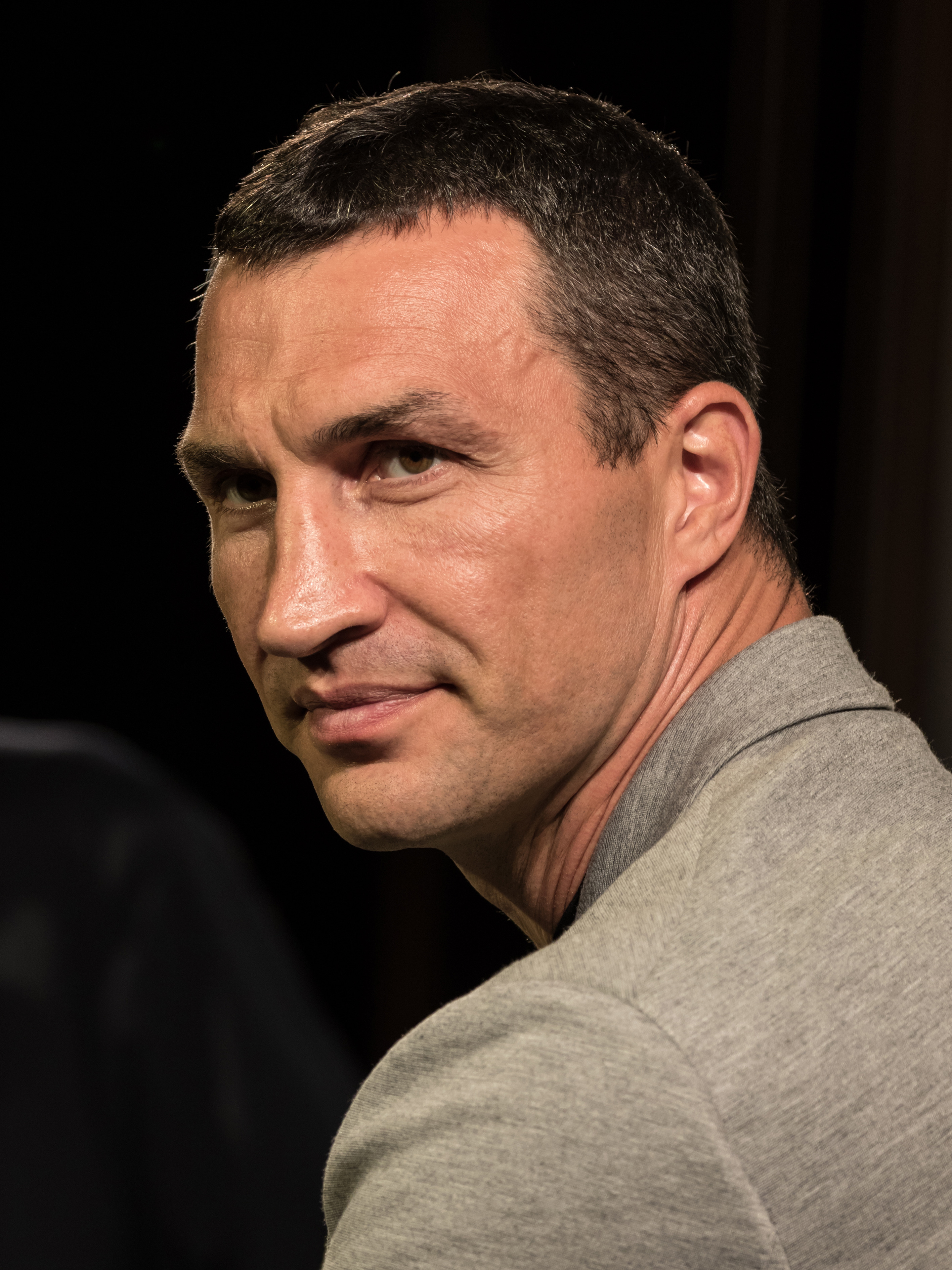
Vlagyimir Klicsko

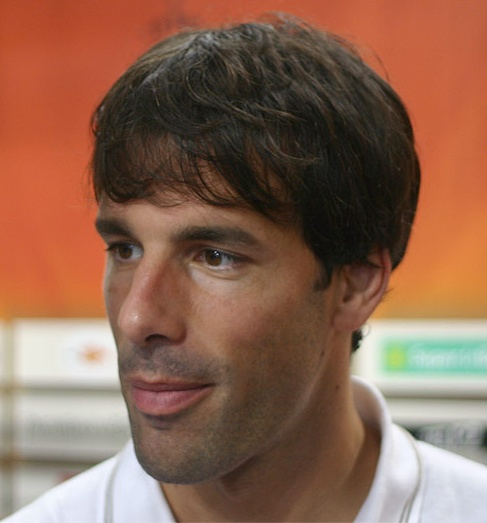
Ruud van Nistelrooy

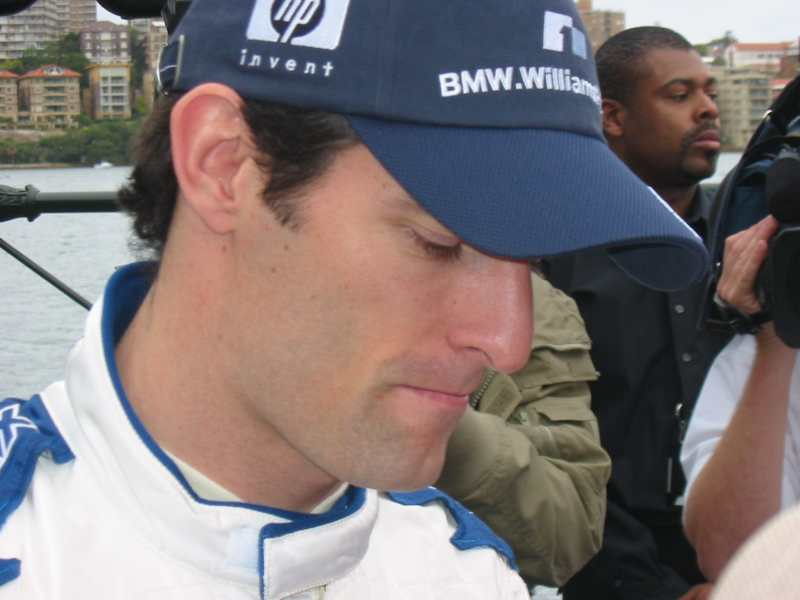
Mark Webber

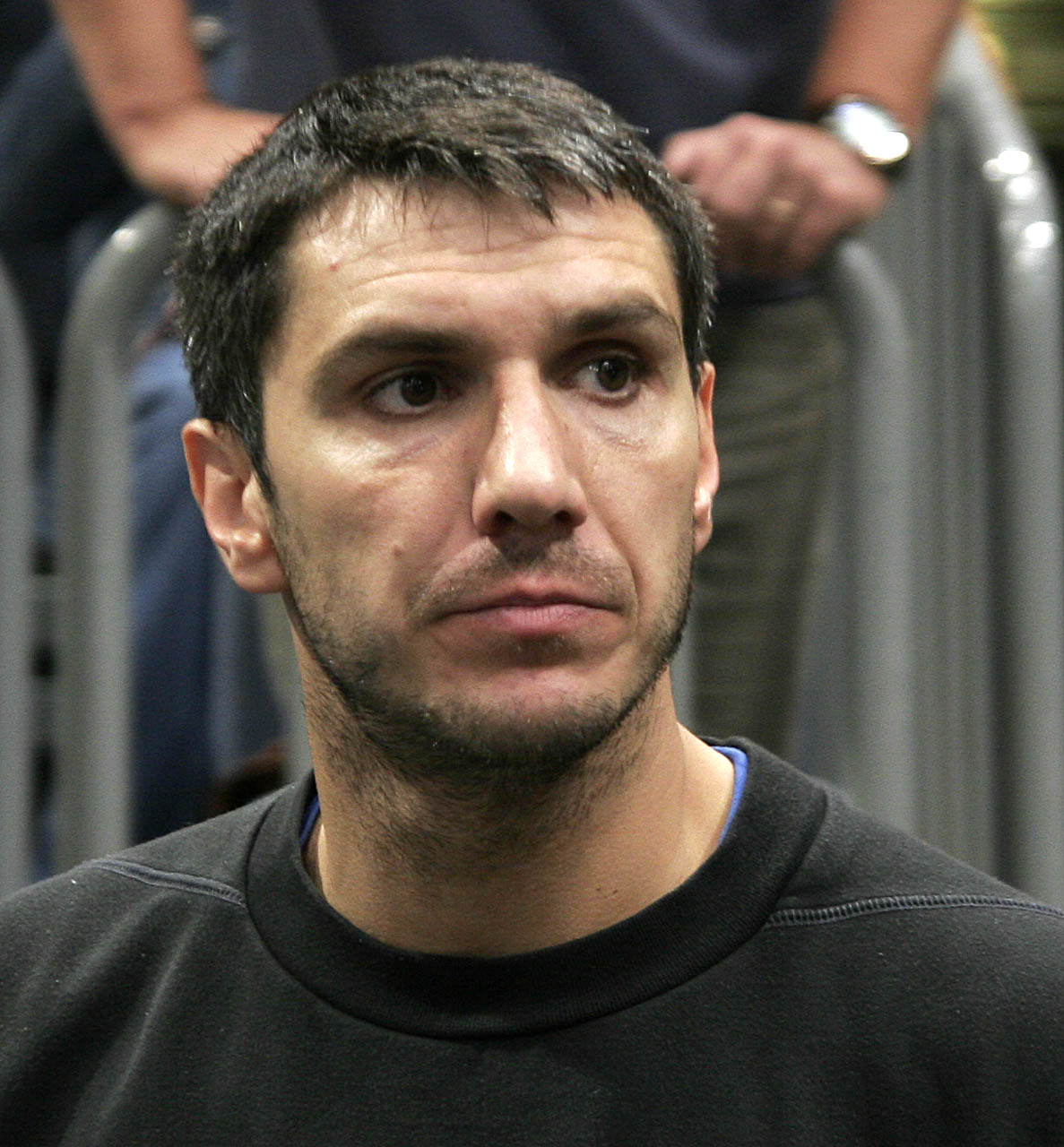
Fazekas Nándor

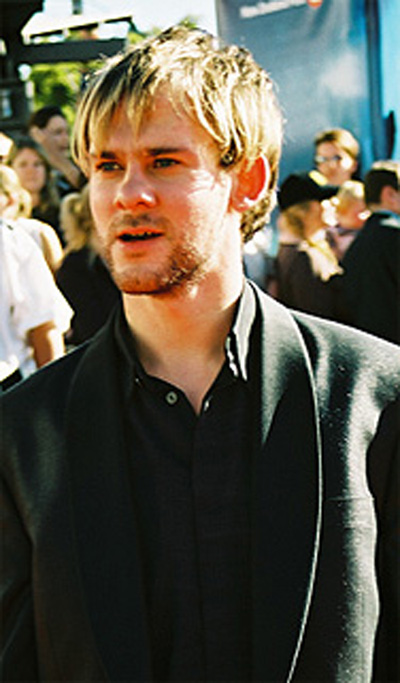
Dominic Monaghan

- január 1. – Mile Smodlaka horvát vízilabdázó
- január 5. – Vadkerti Imre felvidéki magyar színész, énekes
- január 6. – Ladányi Balázs magyar jégkorongozó
- január 7. – Tyron Leitso kanadai színész
- január 16. – Martina Moravcova szlovák úszónő
- január 23. – Csizmadia Gergely magyar színész
- február 1. – Csernyánszki Norbert magyar labdarúgó
- február 12. – Christopher Pettiet amerikai színész († 2000)
- február 18. – Sira István magyar labdarúgó, jelenleg az SV Mattersburg játékosa
- február 20. – Johanna Beisteiner osztrák klasszikus gitárművésznő.
- február 21. – Fodor Rajmund kétszeres olimpiai bajnok magyar vízilabdázó
- február 25. – Matatek Judit a Vakvagányok című film főszereplője († 2009)
- február 26. – Vári Attila kétszeres olimpiai bajnok magyar vízilabdázó
- február 29. – Kovács Katalin háromszoros olimpiai bajnok magyar kajakozó
- március 1. – Luke Mably, angol színész
- március 2. – Jevgenyij Lusnyikov orosz kézilabdázó, az MKB Veszprém KC játékosa
- március 4. – Rácz Gergő magyar énekes, zeneszerző
- március 8. – Freddie Prinze Jr. amerikai színész
- március 16.
  - Polyák Lilla magyar színésznő, énekesnő
  - Dárdai Pál magyar válogatott labdarúgó, edző, szövetségi kapitány
- március 19. – Alessandro Nesta olasz labdarúgó
- március 20. – Chester Bennington amerikai énekes († 2017)
- március 22. – Reese Witherspoon Oscar-díjas amerikai színésznő
- március 25.
  - Vlagyimir Klicsko ukrán ökölvívó
  - John Steenhuisen dél-afrikai politikus, agrárminiszter, a Demokratikus Szövetség elnöke
- március 29.
  - Jennifer Capriati amerikai teniszezőnő
  - Szécsi Noémi magyar író
- március 30. – Alekszandr Haritonov orosz jégkorongozó
- április 1. – Király Gábor magyar labdarúgó, kapus
- április 5.
  - Biros Péter háromszoros olimpiai bajnok magyar vízilabdázó
  - Kim Collins Saint Kitts-i sprinter
- április 8.
  - Nagy Judit magyar televíziós újságíró, műsorvezető
  - Horváth András magyar jégkorongozó
- április 13. – Jonathan Brandis amerikai színész († 2003)
- április 17.
  - Fekete Pákó nigériai-magyar zenész, celeb
  - Maïwenn francia színész, forgatókönyvíró, filmrendező
- április 18. – Melissa Joan Hart amerikai színésznő
- április 26. – Nagy Zsolt magyar színész
- április 29. – F. Nagy Erika magyar színművész, szinkronszínész
- május 2. – Bereczki Zoltán magyar énekes, színész
- május 7. – Béres Alexandra magyar fitnesz szakértő
- május 17. – Szávai Viktória Jászai Mari-díjas magyar színésznő
- május 18. – Grecsó Krisztián József Attila-díjas magyar költő, író
- május 20. – Lilu magyar műsorvezető
- május 25.
  - Volodimir Volodimirovics Klicsko ukrán profi nehézsúlyú ökölvívó
  - Stefan Holm svéd atléta (magasugró)
  - Cillian Murphy Golden Globe-díjas ír színész
- május 28. – Alekszej Nyemov orosz tornász
- május 29. – Edvin Marton magyar zeneszerző, hegedűművész
- május 31. – Colin Farrell kétszeres Golden Globe-díjas ír színész
- június 1. – Marlon Devonish angol atléta
- június 4. – Alekszej Navalnij orosz politikus, ellenzéki vezető († 2024)
- június 6. – Nagy Tamás magyar labdarúgó, aki jelenleg az feröeri B36 Tórshavn játékosa
- június 18.
  - Margl Tamás magyar atléta
  - Horváth Lili Jászai Mari-díjas magyar színésznő
- június 20. – Juliano Belletti brazil labdarúgó; Hamvai P.G. magyar lemezlovas
- június 23. – Patrick Vieira francia labdarúgó
- június 26. – Paweł Małaszyński lengyel színész
- július 1. – Patrick Kluivert holland labdarúgó
- július 1. –
  - Aleah Stanbridge dél-afrikai énekesnő, a Trees of Eternity alapítója († 2016)
  - Ruud van Nistelrooy holland labdarúgó
- július 2. – Lisztes Krisztián magyar labdarúgó
- július 3. – Azurák Csaba magyar riporter-műsorvezető
- július 4. – Kató Daidzsiró japán motorversenyző († 2003)
- július 5. – Nuno Gomes portugál labdarúgó
- július 5. – Jamie Elman amerikai színész
- július 7. – Szandi magyar énekesnő
- július 9. – Fred Savage, amerikai színész
- július 10.
  - Ludovic Giuly francia labdarúgó
  - Elissa Slotkin amerikai politikus
- július 13. – Sandra Kazikova, cseh úszónő
- július 17. – Eric Winter amerikai színész
- július 19. – Benedict Cumberbatch angol színész
- július 20. – Kásás Tamás háromszoros olimpiai bajnok magyar vízilabdázó
- július 21. – Dávid Roland magyar énekes
- július 22. – Ignácz Zoltán magyar főhadnagy, pilóta († 2008)
- július 23. – Polgár Judit magyar sakkozó
- július 24. – Bebe magyar énekes
- július 27. – Seamus Dever amerikai színész
- augusztus 2. – Reyes Estevez spanyol sprinter
- augusztus 6.
  - Zoila Barros kubai röplabdázó
  - Serbán Attila magyar színész, énekes
- augusztus 11. – Tóth Norbert magyar labdarúgó, jelenleg a Szombathelyi Haladás játékosa
- augusztus 12. – Kótai Mihály magyar ökölvívó
- augusztus 15. – Boudewijn Zenden holland labdarúgó
- augusztus 18. – Gál Gyula magyar kézilabdázó
- augusztus 20. – Gergely István kétszeres olimpiai bajnok magyar vízilabdázó
- augusztus 26. – Jon Dahl Tomasson, dán magyar labdarúgó
- augusztus 27.
  - Carlos Moyà spanyol teniszező
  - Mark Webber ausztrál Formula–1-es versenyző
- szeptember 6. – Bagi Iván magyar humorista, író
- szeptember 1. – Simon Kornél magyar színész, rendező
- szeptember 12. – Bérczesi Róbert magyar dalszerző, énekes
- szeptember 13. – Puma Swede svédországi finn születésű amerikai pornószínésznő
- szeptember 17. – Kristian Kiehling német színész
- szeptember 19. – Karafiáth Orsolya magyar költő
- szeptember 21. – Sári Attila magyar zenész, zeneszerző, előadóművész
- szeptember 22. – Ronaldo brazil labdarúgó
- szeptember 24. – Carlos Almeida, angolai kosárlabdázó
- szeptember 25. – Nagy Ervin magyar színész
- szeptember 26. – Michael Ballack német labdarúgó
- szeptember 27. – Francesco Totti olasz világbajnok labdarúgó
- szeptember 29. – Andrij Sevcsenko ukrán labdarúgó
- szeptember 30. – Kövesdi Miklós Gábor magyar író-humorista, műfordító
- október 2. – Kulcsár Anita kézilabdázó († 2005)
- október 3. – Seann William Scott amerikai színész
- október 4.
  - Alicia Silverstone amerikai színésznő
  - Danilo Ikodinović szerb vízilabdázó
- október 7. – Gilberto Silva brazil labdarúgó
- október 8. – Bonny Bon, magyar pornószínésznő
- október 16.
  - Fazekas Nándor magyar kézilabdázó
  - Rakonczai Viktor magyar zenész, zeneszerző, zongorista
- október 17. – Glen Chadwick új-zélandi kerékpározó
- október 19. – Litkai Gergely Karinthy-gyűrűs magyar humorista, forgatókönyvíró
- október 23.
  - Ryan Reynolds kanadai színész
  - Mátray László Jászai Mari-díjas magyar színész
- november 11. – Palya Bea magyar népdalénekes, előadóművész
- november 12. – Olena Leonyigyivna Lukas ukrán jogász, politikus, parlamenti képviselő
- november 16. – Madarász Isti magyar filmrendező
- november 18. – Dominic Armato amerikai szinkronszínész
- november 22. – Ville Valo finn zeneszerző, zenész és énekes
- november 28. – Bárándy Gergely magyar ügyvéd, politikus
- november 28. – Ryan Kwanten ausztrál színész
- november 30. – Gombos Edina műsorvezető
- december 7.
  - Csabai Edvin többszörös világbajnok magyar kenus
  - Kedvek Richárd magyar színész
- december 8. – Dominic Monaghan angol színész
- december 11. – Bodrogi László országúti kerékpárversenyző
- december 16. – Roman Serov izraeli műkorcsolyázó
- december 17. – Szinetár Dóra magyar énekesnő, színésznő
- december 25. – Tuomas Holopainen finn zenész
- december 25. – Armin van Buuren holland producer és DJ
- december 28. – Joe Manganiello amerikai színész

## Halálozások
- január 5. – Takács Károly, kétszeres olimpiai bajnok sportlövő (* 1910)
- január 8. – Csou En-laj, kínai miniszterelnök (* 1898)
- január 9. – Hámos György, író, újságíró, kritikus (* 1910)
- január 12. – Agatha Christie, brit írónő, bűnügyi regények szerzője (* 1890)
- január 22. – Dajbukát Ilona, színésznő (* 1892)
- január 24. – Kilián József magyar építőmérnök, egyetemi oktató (* 1925)
- január 29. – Nagy István, színész (* 1909)
- január 30. – Czóbel Béla, festőművész (* 1883)
- február 1. – Werner Heisenberg, német fizikus (* 1901)
- február 2. – George Whipple, Nobel-díjas amerikai orvos (* 1878)
- február 22. – Polányi Mihály, kémikus, orvos, filozófus (* 1891)
- február 27. – Kalocsay Kálmán, orvos, eszperantó író és nyelvész (* 1891)
- február 29. – György Pál orvos (* 1893)
- március 17. – Luchino Visconti olasz filmrendező (* 1906)
- március 24. – Bernard Montgomery brit marsall (* 1887)
- március 25. – Farkas Imre költő, operettíró, zeneszerző (* 1879)
- március 26.
  - Lin Jü-tang (Lin Yutang) kínai író (* 1895)
  - Meixner Emil magyar földbirtokos, gazdálkodó, országgyűlési képviselő (* 1892)
- március 29. – Dálnoki Veress Lajos honvéd vezérezredes (* 1889)
- április 1. – Max Ernst német-francia szürrealista festő és grafikus (* 1891)
- április 5. – Howard Hughes amerikai pilóta, filmrendező, a Hughes Co. tulajdonosa (* 1905)
- április 5. – Sebestyén Géza könyvtáros, bibliográfus, az Országos Széchényi Könyvtár főigazgató-helyettese 1958 és 1976 között (* 1912)
- április 24. – Henrik Dam, Nobel-díjas dán biokémikus (* 1895)
- április 26. – Andrej Antonovics Grecsko, szovjet marsall, a Szovjetunió kétszeres Hőse (* 1903)
- április 26. – Sid James, dél-afrikai színész (* 1913)
- április 30. – Nádasdi Péter író, újságíró, Veres Péter író, politikus fia (* 1920)
- május 9. – Ulrike Meinhof, német újságírónő, a Baader-Meinhof szélső baloldali terrorista szervezet egyik alapítója (* 1934)
- május 11. – Alvar Aalto, finn építész (* 1898)
- május 24. – Attila Onaran, szobrászművész (* 1932)
- május 26. – Martin Heidegger, német filozófus (* 1889)
- május 30. – Fucsida Micuo kapitány a Japán Birodalmi Haditengerészeti Légierőnél, és pilóta a II. világháborúban (* 1902)
- május 31. – Jacques Monod, Nobel-díjas francia biokémikus[16] (* 1910)
- június 4. – Latinovits Zoltán, színész (* 1931)
- június 10. – Adolf Zukor, magyar származású amerikai filmgyáros, producer, a Paramount Pictures filmvállalat alapítója, a hollywoodi filmgyártás egyik létrehozója (* 1873)
- június 11. – Anda Géza, magyar származású svájci zongoraművész (* 1921)
- június 21. – Nagybaczoni Nagy Vilmos vezérezredes, honvédelmi miniszter, katonai szakíró (* 1884)
- június 22. – Csík Tibor, olimpiai bajnok ökölvívó (* 1927)
- július 13. – Babolcsay György válogatott labdarúgó (* 1921)
- július 13. – Joachim Peiper német katona, Waffen-SS volt ezredese (* 1915)
- augusztus 2. – Kalmár László, matematikus, az MTA tagja (* 1905)
- augusztus 2. – Muttnyánszky Ádám, gépészmérnök, a Budapesti Műszaki Egyetem tanára, díszdoktora (* 1889)
- augusztus 2. – Almási Gyula Béla, festőművész, grafikus, művészettörténész (* 1908)
- augusztus 2. – Fritz Lang osztrák származású német filmrendező, forgatókönyvíró és producer (* 1890)
- augusztus 14. – Holló László, festőművész (* 1887)
- augusztus 16. – Erdey-Grúz Tibor, kémikus, 1970-től haláláig az MTA elnöke (* 1902)
- augusztus 21. – Kner Albert, nyomdász, grafikus (* 1899)
- augusztus 22. – Nagy Imre festőművész (* 1893)
- augusztus 25. – Eyvind Johnson Nobel-díjas svéd író (* 1900)
- szeptember 1. – Mozsonyi Sándor, gyógyszerész, orvos, egyetemi tanár (* 1889)
- szeptember 7. – Kéthly Anna, szociáldemokrata politikus (* 1889)
- szeptember 8. – Caesar Rudolf Boettger német malakológus (* 1888)
- szeptember 9. – Mao Ce-tung, tanító, költő, forradalmár, politikus (* 1893)
- szeptember 11. – Barta István, festőművész
- szeptember 14. – Karagyorgyevics Pál, herceg, volt jugoszláv kormányzó (* 1893)
- szeptember 26. – Turán Pál matematikus (* 1910)
- szeptember 27. – Somogyvári Rudolf, színész (* 1916)
- október 3. – Kovács Endre, tanár, irodalomtörténész (* 1918)
- október 5. – Lars Onsager, Nobel-díjas norvég származású amerikai kémikus, egyetemi tanár (* 1903)
- október 11. – Majláth Júlia, zeneszerző (* 1921)
- október 14. – Borbás Gáspár, labdarúgó (* 1884)
- október 19. – Herczegh Miklós, ortopédsebész (* 1919)
- október 24. – Frank Frigyes, festőművész (* 1890)
- október 26. – Kocsis András, szobrászművész (* 1905)
- október 28. – Zsoldos Andor, író, rendező, producer (* 1893)
- november 1. – ifj. Beregi Oszkár, színész
- november 2. – Szilágyi Domokos, erdélyi költő, író, irodalomtörténész és műfordító (* 1938)
- november 12. – Wanié András, olimpiai bronzérmes, Európa-bajnok úszó, vízilabdázó, sportvezető (* 1911)
- november 13. – Rotschild Klára, divattervező (* 1903)
- november 15. – Jean Gabin, francia filmszínész (* 1904)
- november 18. – Man Ray (Emmanuel Radnitzky), modernista amerikai művész (* 1890)
- november 19. – Nizsalovszky Endre jogtudós, akadémikus (* 1894)
- november 22. – Rupert Davies, angol színész, 1960-as években forgatott BBC-sorozat "Maigret felügyelője" (* 1916)
- november 23. – Ács Ilona, úszó (* 1920)
- november 23. – André Malraux, francia regényíró, művészeti író és politikus[16]
- november 26. – Komár Júlia, színésznő (* 1912)
- december 4. – Benjamin Britten, brit zeneszerző (* 1913)
- december 8. – Baskay Tóth Bertalan magyar botanikus, mezőgazdasági mérnök, egyetemi tanár (* 1903)
- december 12. – Jack Cassidy Tony-díjas amerikai színész, énekes (* 1927)
- december 14. – Németh Gyula Kossuth-díjas magyar nyelvész, turkológus, akadémikus (* 1890)
- december 18. – Bartalis János, erdélyi magyar költő (* 1893)
- december 28. – B. Szabó István, kisgazdapárti politikus, miniszter (* 1893)
- december 31. – Bortnyik Sándor, magyar festőművész, grafikus (* 1893)

## Nobel-díjak
| Fizikai            | Burton Richter és Samuel Chao Chung Ting amerikai fizikusok         |
| Kémiai             | William Lipscomb amerikai kémikus                                   |
| Orvosi-fiziológiai | Baruch Samuel Blumberg és Daniel Carleton Gajdusek amerikai kutatók |
| Irodalmi           | Saul Bellow amerikai író                                            |
| Béke               | Betty Williams és Mairead Corrigan                                  |
| Közgazdasági       | Milton Friedman                                                     |